# Loi d'Amato-Kennedy
La Iran and Libya Sanctions Act of 1996 (ILSA), connue également sous le nom de loi d'Amato-Kennedy, est adoptée par le Congrès américain le 8 août 1996 et vise à sanctionner les États voyous (Rogue states) en raison de leur soutien au terrorisme international, de leur volonté de se procurer des armes de destruction massive et de leur hostilité au processus de paix au Proche-Orient.
Elle donne au président américain davantage de pouvoir dans l'application de sanctions économiques et lui donne le devoir de punir tout investissement supérieur à 40 millions de dollars par an, qu'il soit américain ou non, effectué dans le secteur énergétique en Iran et en Libye.
En novembre 1996, après une plainte de l'Union européenne qui s'oppose à cette loi ainsi qu'à la Loi Helms-Burton, un panel est créé par l'Organe de règlement des différends pour se pencher sur la question.
En mai 1998, l'Union européenne et les États-Unis parviennent à un compromis : en échange de l'engagement de l'UE d'essayer de dissuader l'Iran d'acquérir des armes de destruction massive et de l'abandon de la plainte, les États-Unis acceptent de lever les sanctions prises contre les sociétés européennes qui ont effectué le genre d'investissements que la loi d'Amato-Kennedy vise à punir.
En 2006, la loi change de nom et vise uniquement l' Iran : Iran Sanctions Act (ISA). Prévue initialement pour une durée de 10 ans, la loi est prolongée de 10 ans en 2016.
En 2018, l'Union européenne met en place un "blocking statute" pour protéger les entreprises européennes de poursuites américaines.